# Jean Jacques Emmanuel Sédillot
Jean Jacques Emmanuel Sédillot (26 de abril de 1777-9 de agosto de 1832) fue un astrónomo y orientalista francés.

## Biografía
Nació en Montmorency el 26 de abril de 1777, hijo de un notario emparentado con los cirujanos Jean y Joseph Sedillot. Se graduó en la primera promoción de la École polytechnique, y siguió cursos de árabe y persa en la École des langues orientales. En 1798 el administrador de esta última, Louis-Mathieu Langlés lo contrata como secretario, y posteriormente como profesor adjunto de turco. Esta posición es suprimida en 1816, pero Sédillot continúa trabajando como secretario de la institución hasta su muerte.
Tomando distancias de Langlés, en 1814 se convierte en adjunto del Bureau des longitudes con el propósito de estudiar la historia de la astronomía en Oriente. Allí acompaña las investigaciones de Delambre y Laplace. Falleció en París, víctima de la epidemia de cólera, el 9 de agosto de 1832. De su matrimonio con Marie-Julie Fossé tuvo tres hijos: el médico Charles-Emmanuel, el orientalista Louis-Pierre Eugène Amélie y la educadora Julie (m. 1846).

## Obras
- Artículos en Le Moniteur universel (números 219, 220 y 315 de 1807, y 245 de 1810) y en el Magasin encyclopédique (1815, t. I p. 175);
- Traducción de la parte literaria de los trabajos de la Asiatic Society of Calcutta de 1805, traducidas al francés bajo el título de Recherches asiatiques (1807);
- Traducción del tratado Jâmi' al-mabâdi' wa 'l-ghâyât de Abu Ali al-Hassan al-Marrakushi, publicada póstumamente por su hijo Louis-Pierre-Eugène;[2]
- La parte relativa a los árabes y los orientales en la Histoire de l'astronomie au Moyen Áge de Delambre.[3]